# NGC 3230
NGC 3230 је лентикуларна галаксија у сазвежђу Лав која се налази на NGC листи објеката дубоког неба.
Деклинација објекта је + 12° 34' 3" а ректасцензија 10h 23m 44,0s. Привидна величина (магнитуда) објекта NGC 3230 износи 13,3 а фотографска магнитуда 14,3. NGC 3230 је још познат и под ознакама UGC 5624, MCG 2-27-7, CGCG 65-20, PGC 30463.